# Jamadoba
Jamadoba é uma vila no distrito de Dhanbad, no estado indiano de Jharkhand.

## Geografia
Jamadoba está localizada a 23° 43′ N, 86° 24′ L. Tem uma altitude média de 153 metros (501 pés).

## Demografia
Segundo o censo de 2001, Jamadoba tinha uma população de 33 981 habitantes. Os indivíduos do sexo masculino constituem 54% da população e os do sexo feminino 46%. Jamadoba tem uma taxa de literacia de 62%, superior à média nacional de 59,5%: a literacia no sexo masculino é de 71% e no sexo feminino é de 51%. Em Jamadoba, 15% da população está abaixo dos 6 anos de idade.